# Javierada
Javierada est la dénomination du pèlerinage qui est effectuée depuis 1940 au Château de Javier en honneur à San Francisco Javier, un des saints patrons de la Communauté forale de Navarre. Actuellement on effectue deux pèlerinages. Le premièr le premier dimanche entre les 4 et 12 mars et le second le dimanche suivant.

## Origine et Évolution

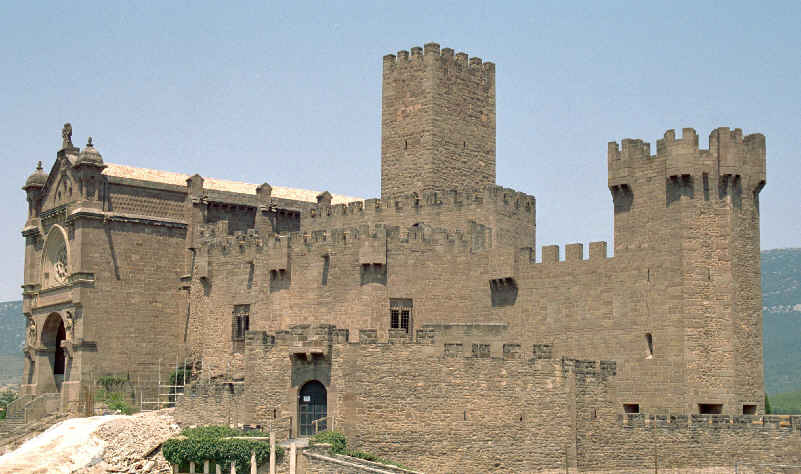
Château de Javier.

Comme antécédents historiques il convient de situer la neuvaine de tolérance à San Francisco Javier déterminée à Naples en 1634 quand Marcelo Maestrilli, blessés gravement avec un fort coup dans la tête, a renvoyé l'apparition du saint qui lui a promis son traitement et l'a informé de son futur martyre. À ce moment le saint lui a indiqué que la neuvaine devait être effectuée neuf jours avant sa canonisation, le 12 mars 1622.
Un autre antécédent a été le pèlerinage organisé par la Députation forale de Navarre le 4 mars 1886 parce que la Navarre n'a pas souffert d'épidémie de choléra, et considérait que le saint l'avait évitée.
Toutefois la première javierada réelle a été effectuée le 10 mars 1940, avec des anciens combattants de la Guerre Civile espagnole groupés dans la Fraternité des Chevaliers Volontaires de la Croix. Quelque cinq mille pèlerins se sont regroupés et ont reçu la bénédiction de l'évêque de Pampelune Marcelino Olaechea. Cet évêque, qui avait été appelé comme "Croisée" la lutte espagnole, a été le créateur et promoteur des actuelles javieradas.
L'année suivante on a convoqué de manière officielle le pèlerinage pour le second dimanche de mars. Selon la feuille diocésaine La Verdad l'a appelée pour la première fois comme Javierada de Navarre dans laquelle elle parle de 360 pèlerins qui ont fait le trajet entre Pampelune et Javier. À tout moment en rapport avec la « Croisée » effectuée durant la guerre civile récente.
Durant les années suivantes l'organisation de cette dernière est retombé à la section masculine d'Action Catholique dirigée par le prêtre Santos Beguiristáin qu'elle déplace à la Fraternité de Chevaliers Volontaires de la Croix. Pour 1949 ces deux organisations effectuaient le dernier tronçon entre Sangüesa et Javier séparément et qui s'arrête début des années 1970. La Fraternité ne prend déjà plus part à la javierada officielle. Durant toutes ces années la dénomination la plus fréquente était "Pérégrination Javier" et, sporadiquement, "Javierada".
La presse locale de Diario de Navarra et de la Pensée Navarraise partageaient le même enthousiasme dans la promotion de la marche vers Javier. Toutefois la dénomination du premier était de "Marche Javier", tandis que le second utilisait celui de "Javierada". Le débat sur la dénomination a été persistant jusqu'à ce qu'en 1976 Diario de Navarra, vu l'enracinement populaire de cette dénomination, l'ai aussi adoptée.
En 1958 est tombé une forte neige pendant cette dernière et a reçu la visite de l'académicien José María Pemán. Par l'afflux, chaque fois plus grand de pèlerins durant ces années, a commencé à fonctionner le Secrétariat des Marches Javier qui a organisé les javierada féminine, effectuant la première en 1960 mais qu'on a uniquement effectué le Chemin de croix de huit kilomètres qui est effectuée depuis Sangüesa, par indication expresse de l'évêque Enrique Delgado Gómez. Le pèlerinage féminin était effectué un week-end différent, postérieur au masculin, il a augmenté bien qu'on n'ai pas installé des postes de secours pour ces dernières, ce pourquoi en 1967 Mgr Minces Gómez a essayé de les dissuader avec les mots suivants :
...que no traten de emular el esfuerzo físico de los hombres; sino de emular su fervor. Nos duele que no obedezcan y vayan a pie desde sus pueblos o desde Pamplona. Javier no les pide esto. Prefiere la elegancia y delicadeza de su piedad femenina.
qui n'essaient pas d'imiter l'effort physique des hommes ; mais d'imiter sa ferveur. Nous il endommage qu'ils n'obéissent pas et aillent à pied depuis leurs villages ou depuis Pampelune. Javier ne leur demande pas ceci. Il préfère l'élégance et la délicatesse de sa piété féminine.
Vu l'inaccomplissement persistant de ces Conseils on a installé les premiers postes de secours pour cette javierada féminine en 1970.
Durant les dernières années, les deux pèlerinages sont devenues mixtes, pour les hommes et les femmes, le second étant celui initialement féminin plus nombreuses. Le premièr est considéré plus dévot et auquel prennent part de nombreux pèlerins d'autres Communautés autonomes.